# 保罗·本托
保罗·本托（葡萄牙語：Paulo Bento，葡萄牙語發音：[ˈpawlu ˈbẽtu]，1969年6月20日—）是一名葡萄牙退役足球員，阿聯酋國家足球隊主教练。

## 执教生涯
2004年退役後，本托走上教練崗位，並於2005-2009年執教於葡超豪門葡萄牙體育，並率隊獲得兩個葡萄牙杯和兩個葡萄牙超級盃的冠軍。2010年9月，本托接替奎羅斯接手葡萄牙國家隊。2012年歐洲盃上，本托率領葡萄牙隊打進四強，並率隊參加了2014年世界盃，可惜未能小組出線。同年9月，葡萄牙在2016年歐洲盃預選賽首戰主場0-1爆冷負於阿爾巴尼亞，本託隨即被解僱。此後，本托還曾短暫執教於巴甲克魯塞羅和希臘豪門奧林匹亞科斯。
2017年12月11日，重慶當代力帆足球俱樂部宣佈本托出任球隊新任主帥，2018年7月22日本托下課。2018年8月17日，本托出任韩国国家足球队主帥一職，合同為期4年，到卡塔爾世界盃為止。
2022年11月，本托帶領韓國國家隊參加2022年卡塔爾世界盃，小組賽三戰得一勝一和一負，成功於小組賽出線，不過在對陣加納一戰中因投訴過激而被球證以紅牌罰下，無法在對陣葡萄牙一戰中親自監督。在16強出局後，本托因合同到期離職。其後，保羅賓度執教阿聯酋國家足球隊，並於2023年亞足協亞洲盃帶領球隊。

## 执教成绩
最後更新：2014年6月26日
| 球队         | 开始于         | 截止至        | 成绩 | 成绩 | 成绩 | 成绩 | 成绩 | 成绩 | 成绩 | 成绩  |
| 球队         | 开始于         | 截止至        | G    | W    | D    | L    | GF   | GA   | GD   | Win % |
| ------------ | -------------- | ------------- | ---- | ---- | ---- | ---- | ---- | ---- | ---- | ----- |
| 里斯本竞技   | 2005年10月21日 | 2009年11月5日 | 229  | 139  | 51   | 39   | 258  | 181  | +77  | 60.70 |
| 葡萄牙       | 2010年9月20日  | 现今          | 43   | 24   | 11   | 8    | 85   | 47   | +38  | 55.81 |
| 执教生涯总计 | 执教生涯总计   | 执教生涯总计  | 271  | 163  | 62   | 46   | 343  | 224  | +119 | 60.15 |

## 荣誉

### 球员时代

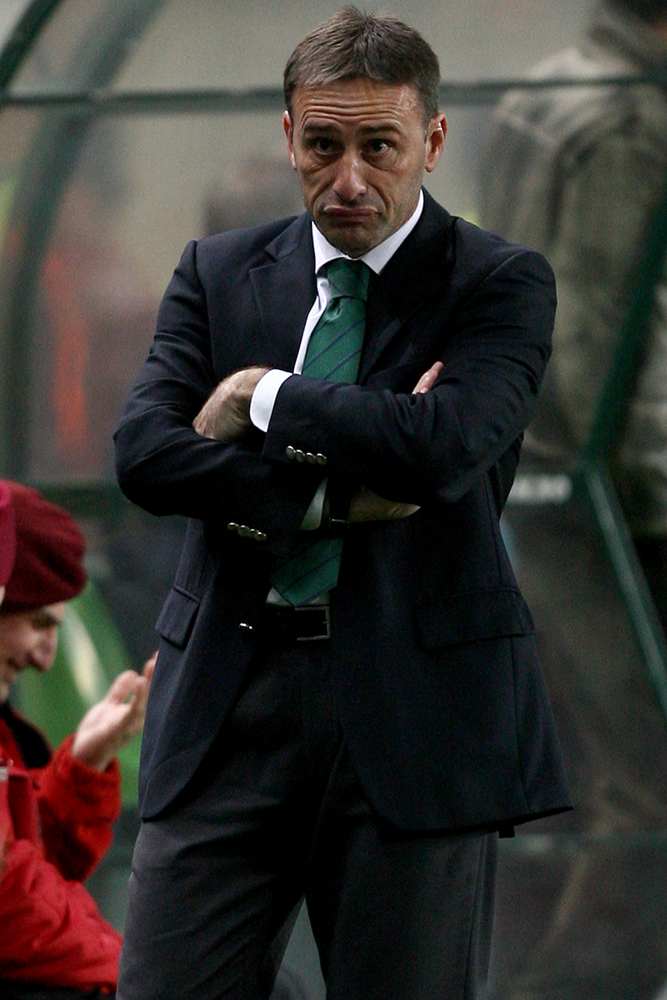
2009年，本托执教里斯本竞技

艾马多拉
- 葡萄牙杯: 1989–90

本菲卡
- 葡萄牙杯: 1995–96

里斯本竞技
- 葡萄牙足球超级联赛: 2001–02
- 葡萄牙杯: 2001–02
- 葡萄牙超级杯: 2002

### 教练时代
里斯本竞技
- 葡萄牙杯: 2006–07、2007–08赛季
- 葡萄牙超级杯: 2007、2008
- 葡萄牙联赛杯: 第二名2007–08、2008–09赛季

### 个人荣誉
- LPFP Awards: 2005–06[8]